# Orimarga (Orimarga) speciosa
Orimarga (Orimarga) speciosa is een tweevleugelige uit de familie steltmuggen (Limoniidae). De soort komt voor in het Neotropisch gebied.